# Kristina Wiktorowna Koschokar
Kristina Wiktorowna Koschokar (russisch Кристина Викторовна Кожокарь; * 28. Februar 1994 in Toljatti) ist eine russische Handballspielerin.

## Karriere
Koschokar lief anfangs für den russischen Erstligisten Swesda Swenigorod auf. Mit Swesda Swenigorod gewann die Außenspielerin 2014 den russischen Pokal. Weiterhin erreichte sie im Jahre 2014 mit Swesda das Finale des Europapokals der Pokalsieger. Seit dem Sommer 2015 steht sie bei GK Astrachanotschka unter Vertrag. Mit Astrachanotschka gewann sie 2016 die russische Meisterschaft. Im Oktober 2018 wechselte sie zum Ligakonkurrenten GK Rostow am Don. Mit Rostow gewann sie 2019, 2020 und 2022 die russische Meisterschaft.
Koschokar gewann mit der russischen Jugendauswahl die Silbermedaille bei der U-18-Weltmeisterschaft 2012 sowie die Silbermedaille bei der U-20-Weltmeisterschaft 2014. Mit der russische Nationalmannschaft nahm sie an der Europameisterschaft 2016 teil. Bei der Weltmeisterschaft 2019 gewann sie mit der russischen Auswahl die Bronzemedaille.